# François Gaffori
François Antoine Gafforj, fils de Jean-Pierre Gafforio, chef de la résistance corse contre Gênes, est né le 14 août 1744 à Corte (Corse) et mort en février 1796 à Corte.

## Biographie
Lorsque son père est assassiné par Roméi, à l'instigation du gouvernement Génois, François Gafforj est à peine âgé de neuf ans. Adolescent, il devient déjà le compagnon d'armes du successeur de son père Pascal Paoli, qui fait de lui un des principaux chefs des milices de son armée. François Gafforj et Buttafuoco, par stratagème, souhaite et favorise l'intervention de la France, ce qui déplaît fortement à Paoli.
La Corse devenue Française, François Gafforj s'engage le 1er septembre 1769 dans l'armée royale, et est affecté dans la légion corse. Le roi lui accorde un brevet de capitaine de dragons, cette légion étant un corps mixte c’est-à-dire que tous les officiers d'infanterie sont corses et non les hommes de troupes. Formé à l'école militaire de Tarascon, muté à la garnison de Libourne, puis à Strasbourg, et de nouveau à Libourne, François Gafforj est promu major le 16 avril 1771.
Il reçoit le commandement du régiment avec le grade de colonel le 23 août 1772, ce nouveau corps, implanté en Corse où il remplit les charges de gendarmerie locale. En 1788, il est nommé maréchal de camp (premier grade des officiers généraux, équivalent à général de brigade) et adjoint au commandant en chef de l'île, remplaçant Armand Charles de La Galissonnière vicomte de Barin. Bastia est à feu et à sang ; le colonel de Rully, commandant le régiment du Maine, est assassiné le 18 avril 1790 ; la proclamation de la constitution civile du clergé suscite un soulèvement des habitants insulaires très religieux. 
François Gafforj promu général, (Il sera anobli par le roi et deviendra donc François de Gafforj) chargé d'étouffer les nouvelles idées prônées par le jeune Bonaparte, est accueilli avec dédain et est obligé de rester à l'abri chez son ami Félix Bacciocchi futur prince de Lucques et de Piombino.
Le retour en Corse de Paoli en 1790, amnistié, qui, pour avoir été trahi quelques années auparavant par Gafforj, dit en le voyant « Alors Gafforj toujours aussi petit », phrase significative à double sens, car le général était aussi de petite taille. Paoli oblige le général à quitter l'île de force, ce qui oblige Gafforj à émigrer avec sa famille quelques années en Toscane avant de revenir sur sa terre natale en 1794, secrètement, et mourir à Corte en février 1796.

## Descendance
François Gafforj épouse vers 1767 Maria Apollonia Sansonetta, qui lui donne une dizaine d'enfants, parmi lesquels :
- Marie-Anne de Gafforj, dite la Gafforina, qui épousera Mathieu Buttafuoco, son ancien compagnon d'armes de la résistance paoliste.
- François-Louis de Gafforj, né vers 1770, avocat, puis colonel de la Garde nationale, puis procureur impérial au tribunal de Vico.
- Gian Pietro de Gafforj, père de François-Xavier de Gafforj (1810-1877), évêque d'Ajaccio.
- Anne Félicie de Gafforj (1784-1807), mariée en 1799 avec Stéphane Tertian (1774-1802), fils de Denys Tertian (1745-1818), médecin arrivé en Corse comme chirurgien major des armées.

## Représentation politique corse à cette époque
L'île possède quatre députés :
- Charles-Antoine Peretti della Rocca : Chanoine et grand vicaire du diocèse d'Aléria, pour le clergé
- Mathieu Buttafuoco  maréchal de camp et chevalier de Saint-Louis pour la noblesse
- Christophe Saliceti avocat, pour le tiers état
- Pierre-Paul Colonna de Cesari-Rocca (° 1748- † 1829), capitaine au régiment provincial, député du tiers état de l'île de Corse.

François Gafforj est élu par la noblesse député suppléant. 
Les deux premiers députés encouragent la réaction et les deux autres sont favorables à la Révolution, ce qui divise l'île en deux, Bastia pour le clergé et Ajaccio (soutenu par les troupes de Gafforj) qui ameute le peuple et les jeunes exaltés comme les frères Bonaparte et Charles-André Pozzo di Borgo (1764-1842).

## Médailles militaires
- 1780 : Ordre royal et militaire de Saint-Louis
- 1784 : Brigadier des armées du roi - titre honorifique en temps de paix

## Sources historiques
- Miroir de l'Histoire : février 1970 - n° 242